# Steinhaus (Dönberg)
Steinhaus ist ein Wohnplatz im Norden der bergischen Großstadt Wuppertal.

## Lage und Beschreibung
Der Wohnplatz liegt im Wohnquartier Dönberg im Stadtbezirk Uellendahl-Katernberg im Zentrum des Ortsteils an der heutigen Höhenstraße gegenüber der Einmündung der Straße Am Dönberg auf einer Höhe von 304 m ü. NHN. Der ursprüngliche Wohnplatz ist in der Wohnbebauung entlang der Höhenstraße aufgegangen. 
Benachbarte Orte sind neben Dönberg die Wohnplätze und Hofschaften Alte Schule, Adamshäuschen, Saurenhäuschen, Pastorat, Krüppershaus, Hitzhaus, Hasenbach, Dickkothen und Bergmannshaus.
In der lokalen Mundart wurde der Ort auch als am Steingen oder steenern Hus bezeichnet.

## Geschichte
Im 19. Jahrhundert gehörte Steinhaus zu den Ortschaften der Bauerschaft und der Kirchengemeinde Dönberg in der Bürgermeisterei Hardenberg, die 1935 in Neviges umbenannt wurde. Damit gehörte es von 1816 bis 1861 zum Kreis Elberfeld und ab 1861 zum alten Kreis Mettmann. 
Auf Messtischblättern ist der Ort in der ersten Hälfte des 20. Jahrhunderts als Pastorat beschriftet. Im Gemeindelexikon für die Provinz Rheinland von 1888 werden für Steinhaus ein Wohnhaus mit 17 Einwohnern angegeben. Der Ort wird zu dieser Zeit Steinshaus genannt.
Der Ort ist auf der Preußischen Uraufnahme von 1843 als Steinges eingezeichnet.  
Mit der Kommunalreform von 1929 wurde der südliche Teil von Dönberg abgespalten und mit weiteren, außerhalb von Dönberg liegenden Nevigeser Ortschaften in die neu gegründete Stadt Wuppertal eingemeindet, der Rest Dönbergs mit Steinhaus verblieb zunächst bei Neviges. Durch die nordrhein-westfälische Gebietsreform kam Neviges mit Beginn des Jahres 1975 zur Stadt Velbert und das restliche Dönberg wurde ebenfalls in Wuppertal eingemeindet.